# Tori Black
Tori Black, nome artístico de Michelle Chapman (Seattle, 26 de agosto de 1988), é uma atriz de filmes pornográficos e modelo erótica estadunidense.

## Carreira

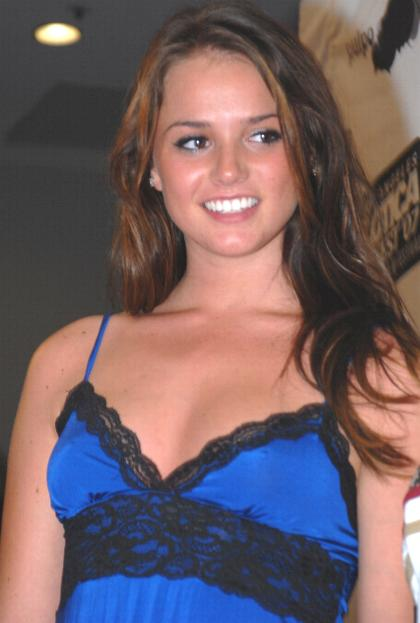
Tori Black em 2007

Tori iniciou sua carreira na indústria de filmes adultos com 18 anos em Fort Lauderdale, Florida, Onde ela estava em férias de verão enquanto estudava na faculdade. Por insistência de seus pais em conseguir um emprego, Tori viu um anúncio para uma agência de talentos para adultos e enviou suas fotos. A agência aceitou e, após considerar sua oferta, Tori aceitou e retornou à agência uma semana depois. A primeira cena de Tori foi um vídeo solo para o The Score Group, que foi filmado em 2007. Ela esteve na revista Penthouse na Lista de Pets do Mês da Penthouse em dezembro de 2008.
Tori é a primeira pessoa na história a ganhar dois AVN Female Performer of the Year Award, ganhando em 2010 e em 2011. Ela também ganhou em 2010 e 2011 o  XRCO Award de "Female Performer of the Year". Em 2010, ela foi nomeada pela revista Maxim Como uma das 12 melhores estrelas femininas em pornografia e, em 2011, foi nomeado pela CNBC como uma das 12 estrelas mais populares na pornografia. CNBC notou seu papel como Catwoman em Batman XXX: A Porn Parody, bem como suas vitórias de 2010 pelo prêmio AVN e XBIZ e em 2011 ganhou o AVN e foi nomeada pela XBIZ pelo prêmio "Female Performer of the Year".
Tori teve um papel de protagonista no episódio 3, "Gem and Loan", da 2ª temporada da série Ray Donovan onde interpretou a estrela pornô Lexi Steele. Ela também apareceu no filme L.A. Slasher.

### Diretora
Tori fez sua estréia como diretora com um vídeo para o site Elegant Angel com a "Girl of the Month" para junho de 2014, Alina Li.

## Vida pessoal
Em 16 de dezembro de 2011, Tori anunciou que ela deu à luz um bebê no dia 14 de outubro com seu noivo, com Lyndell Anderson que atualmente está separada.
Em janeiro de 2012, Tori e seu noivo foram presos depois de entrar em uma briga em um hotel de Las Vegas. Tori depois divulgou uma declaração para a revista AVN explicando que a altercação foi o resultado de sua intoxicação após uma noite de festa.
Em 6 de fevereiro de 2013, Tori anunciou em seu site oficial que ela estava grávida de quatro meses do seu segundo filho.
Tori afirmou em uma entrevista que acha difícil encontrar relacionamentos pessoais significativos enquanto trabalhava na indústria pornográfica.

## Prêmios

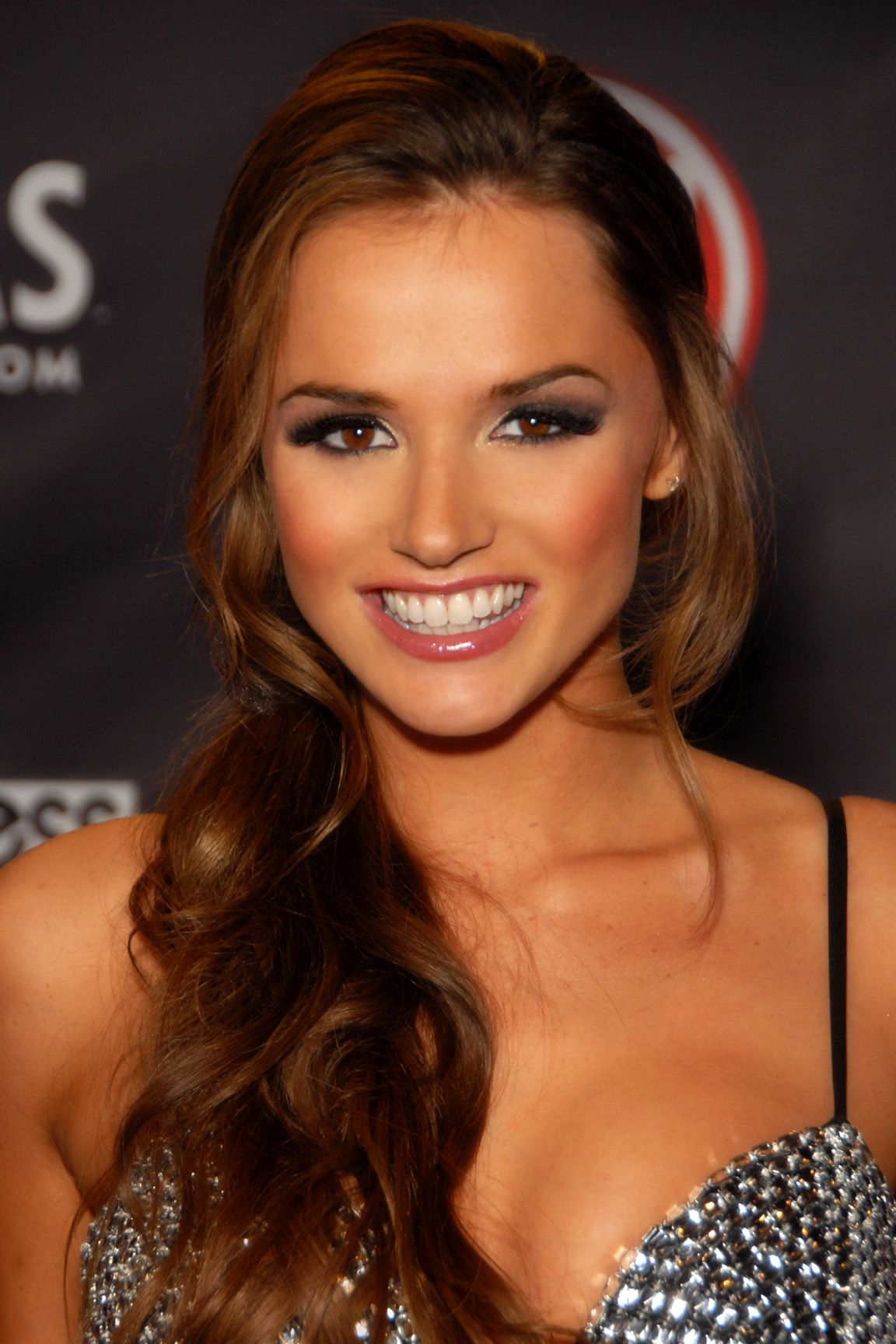
Tori Black participando dos prêmios do AVN de 2010

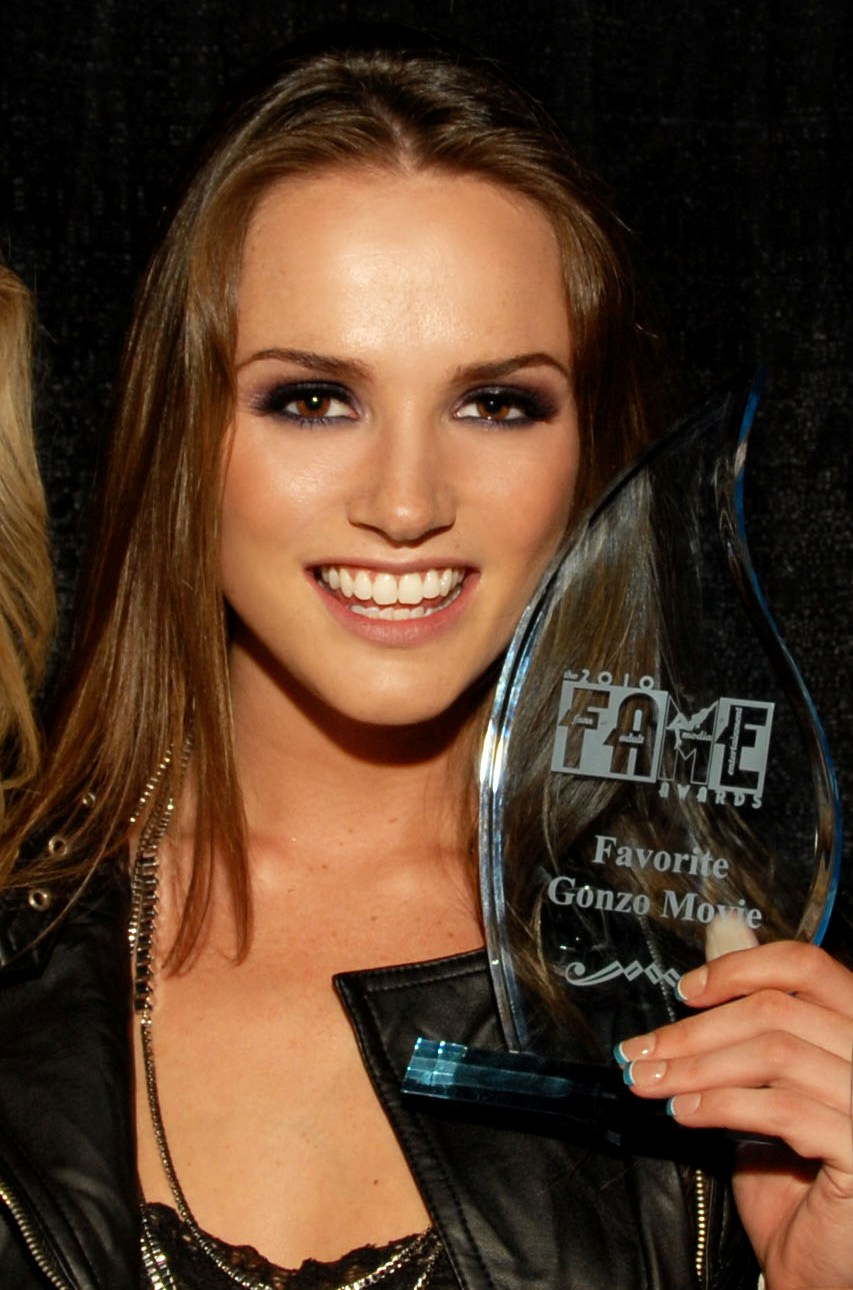
Black no F.A.M.E. Awards em 2010

| Ano  | Cerimônia         | Categoria                                   | Filme                       |
| ---- | ----------------- | ------------------------------------------- | --------------------------- |
| 2009 | XRCO Awards       | Cream Dream                                 | —                           |
| 2009 | F.A.M.E. Awards   | Favorite Female Rookie                      | —                           |
| 2010 | 27th AVN Awards   | Best All-Girl Couples Sex Scene             | Field of Schemes 5          |
| 2010 | 27th AVN Awards   | Best All-Girl Three-Way Sex Scene           | The 8th Day                 |
| 2010 | 27th AVN Awards   | Best Tease Performance                      | Tori Black Is Pretty Filthy |
| 2010 | 27th AVN Awards   | Best Threeway Sex Scene                     | Tori Black Is Pretty Filthy |
| 2010 | 27th AVN Awards   | Female Performer of the Year                | —                           |
| 2010 | XBIZ Awards       | Female Performer of the Year                | —                           |
| 2010 | XRCO Awards       | Female Performer of the Year                | —                           |
| 2010 | F.A.M.E. Awards   | Favorite Female Starlet                     | —                           |
| 2011 | 28th AVN Awards   | Best Oral Sex Scene                         | Stripper Diaries            |
| 2011 | 28th AVN Awards   | Best POV Sex Scene                          | Jack's POV 15               |
| 2011 | 28th AVN Awards   | Best Sex Scene in a Foreign-Shot Production | Tori Black: Nymphomaniac    |
| 2011 | 28th AVN Awards   | Female Performer of the Year                | —                           |
| 2011 | XBIZ Awards       | Porn Star Site of the Year                  | —                           |
| 2011 | XRCO Awards       | Female Performer of the Year                | —                           |
| 2012 | NightMoves Awards | Social Media Star (Editor's Choice)         | —                           |
| 2016 | XBIZ Award        | Director of the Year — Non-Feature Release  | True Lust                   |

Outras nomeações
- 2009 AVN Nominations[29]
- 2010 NightMoves Nominations[30]
- 2012 AVN Nominations[31]
- 2012 XBIZ Nominations[32]
- 2012 XRCO Nominations[33]
- 2013 AVN Nominations[34]